# Agmina jepiva
Agmina jepiva is een schietmot uit de familie Ecnomidae. De soort komt voor in het Australaziatisch gebied.